# إدوارد ويليام كلارك
إدوارد ويليام كلارك (بالإنجليزية: Edward William Clark) هو كاهن كاثوليكي أمريكي، ولد في 30 نوفمبر 1946 في منيابولس في الولايات المتحدة.